# St Edmund (Schiff)
Die St Edmund war ein 1975 in Dienst gestelltes Fährschiff der British Rail (Sealink). Sie blieb unter diesem Namen bis 1982 im Einsatz und diente anschließend als Truppentransporter im Falklandkrieg, ehe sie in den folgenden Jahren mehrfach den Besitzer und ihren Namen wechselte. 2009 ging das im Jahr zuvor ausgemusterte Schiff zum Abbruch ins indische Alang.

## Geschichte
Die St Edmund entstand unter der Baunummer 1361 in der Werft von Cammell, Laird & Company in Birkenhead und lief am 14. November 1973 vom Stapel. Nach der Ablieferung an British Rail am 13. Dezember 1974 und Probefahrten im selben Monat nahm das Einzelschiff am 19. Januar 1975 den Fährdienst zwischen Harwich und Hoek van Holland auf.
Nach Ausbruch des Falklandkriegs wurde die St Edmund im Mai 1982 requiriert und im selben Monat zu einem Truppentransporter mit zwei Hubschrauberlandeplätzen am Heck umgebaut. Nach ihrer Ankunft in Stanley diente sie außerdem als Hotelschiff und bekam aufgrund dieser Nutzung den Spitznamen The Stanley Hilton. Im Januar 1983 kehrte das Schiff kurzzeitig für einen Werftaufenthalt nach England zurück und wurde anschließend vom Verteidigungsministerium des Vereinigten Königreichs gekauft. Unter dem neuen Namen Keren traf die Fähre im Mai 1983 wieder bei den Falklandinseln ein.
Im September 1985 endete der Militäreinsatz der Keren, die fortan in Portsmouth auflag. Im Januar 1986 fand sich mit der Reederei Cenargo Navigation ein neuer Betreiber für das nun in Scirocco umbenannte Schiff. Unter Charter der Tirrenia – Compagnia italiana di navigazione stand die Fähre von Juni bis September 1986 zwischen Genua und Sardinien im Einsatz. Ab Oktober 1986 lief sie von Genua aus den Hafen von Alicante an. 1987 und 1988 fuhr das Schiff unter Charter auf verschiedenen Routen für die Reedereien Comanav, Trasmediterránea und Cotunav.
Nach einem Umbau in Southampton nahm die Fähre im Februar 1989 unter dem Namen Rozel den Dienst für British Channel Island Ferries zwischen Poole, Guernsey und Jersey auf. Im Januar 1992 wurde sie wieder in Scirocco umbenannt und von Trasmediterránea eingesetzt. In den folgenden Jahren fuhr das Schiff auf verschiedenen Routen und unter Charter verschiedener Reedereien im Mittelmeer.
Im April 2004 wurde die Scirocco von der ägyptischen Reederei El Salam Maritim gekauft und im Mai in Santa Catherine I umbenannt. Ab Juni 2004 fuhr das Schiff unter Charter von Comanav zwischen Nador und Almería und ab 2005 für Algérie Ferries, ehe es im selben Jahr als Pilgerschiff von El Salam selbst bereedert wurde.
Zuletzt fuhr die Fähre seit Mai 2006 als Sara 3 zwischen Dschidda und Sawakin. 2008 wurde sie aufgelegt. Am 24. Juni 2009 traf das Schiff zum Abbruch bei den Abwrackwerften von Alang ein.